# 町田恵 (タレント)
町田 恵（まちだ めぐみ、1980年9月1日（44歳） - ）は、元アイドル、元タレント、解散した日本の女性アイドルグループチェキッ娘の元メンバー。チェキッ娘時代の愛称はまっちぃ、まちめぐなど。
埼玉県所沢市出身。埼玉県立新座北高校卒業。
血液型はO型。
かつての所属事務所はマーキュリー・ミュージックエンタテインメント。

## 略歴
中学・高校生時代、部活はテニス。市内で1位になって県大会に出場したことがある。
1998年10月23日、バラエティ番組『DAIBAッテキ!!』（フジテレビ）のオーディションに合格し、女性アイドルグループ・チェキッ娘のメンバーとなる（チェキッ娘ID 009）。『DAIBAッテキ!!』内のコーナー『オバチェキ相談室』でのおばさんキャラは、ビデオ『チェキッ娘 in DAIBAッテキ!!』（ポニーキャニオン）でも名物キャラクター（激キャラ）として採り上げられるほどの人気となった。チェキッ娘の中では、下川みくに、熊切あさ美との『NEOかしまし娘』、矢作美樹との『リトルマーメイド』でも活動する。
チェキッ娘卒業後は、グラビアアイドル、舞台女優として活動。また、アイドルグループ・まニャン子クラブ及びラスト☆エンジェルの中心メンバーとしても活動した。
チェキッ娘卒業後も熊切あさ美とは色々な相談相手になるなどの親友という関係で、熊切自身も『出逢えて良かった。でなかったら今頃自分の人生グチャグチャだった』『私の人生を変えてくれた人』と言う。
芸能界引退後は東京・銀座でバーテンダーとして働いていた。『チェキッ娘再会ライブ』（2009年8月30日）へ向けての活動の中では、『スコラ』（2009年9月号）、ZAKZAK（夕刊フジ）芸能（2009年8月14日）にそれぞれ記事が掲載。
現在、娘が居る。

## 出演

### テレビ
- DAIBAッテキ!!（フジテレビ）
- DAIBAクシン!!シリーズ（フジテレビ）
  - DAIBAクシン!!チェーン
  - DAIBAクシン!!GOLD
  - DAIBAクシン!!cheki b.
- ジャクソン（テレビ東京） - レギュラー

### ラジオ
- 鶴光の噂のゴールデンアワー（ニッポン放送、『まニャン子クラブ』だった当時の出演）

### 映画
- アイデン&ティティ

### 雑誌
連載
- sabra（小学館）「増刊町田恵」
- 小学四年生（小学館）「21世紀アイドル・まっちぃのコーナー」

## 書籍

### 写真集
- まっちぃだぁ（2000年4月1日発売） - 2000年年間売上7位記録
- M truth（2001年4月17日発売）

## 作品

### イメージビデオ
- Brilliant（2000年6月25日発売、限定100本）